# قارتات مجنحة
القارتات المجنحة هي فصيلة من طيريات الأجنحة البدائية المعروفة حصراً من تشكيل جيوفوتانغ في الصين. كان لديهم تيول الهيكل العظمي قصيرة والجماجم غير عادية مع الأسنان في العليا، ولكن ليس أقل، والفكي. دفعت أسنانهم الفريدة من نوعها بعض العلماء إلى اقتراح أن تكون من الحيوانات القارتة بناءا على نظامها الغذائي . سمى هذه الفصيلة ستيفن تشيركاس وتشيانغ جي في عام 2002 ولكن الاسم المرادف لها طيور سابي هو غالباً ما يستخدم على الرغم من أن هذه التسمية وضع بعد أربع سنوات في عام 2006. والقارتات المجنحة هي الفصيلة الوحيدة التي تنتمي لرتبة القارتات المجنحة (=طيريات سابي).